# Bernhard Riedel
Bernhard Moritz Carl Ludwig Riedel, född 18 september 1846 i Teschentin, död 12 september 1916 i Jena, var en tysk kirurg.
Riedel började studera medicin i Jena 1866 och studerade även i Rostock. Under fransk-tyska kriget tjänstgjorde han både vid fronten och vid militärsjukhus. Efter kriget återvände han till Rostock och tog där sin examen 1872. Mellan åren 1877 och 1881 var han docent i kirurgi i Göttingen och 1881 utsågs han till överläkare för den kirurgiska avdelningen vid Städtisches Krankenhaus i Aachen. Åren 1888–1910 var han ordinarie professor i kirurgi i Jena. 
Riedels arbeten hänför sig huvudsakligen till bukorganens kirurgi, men han ägnade sig även åt bland annat skelettets och ledgångarnas, lymf- och blodkärlens samt sköldkörtelns sjukdomar. Han var en av pionjärerna inom behandlingen av blindtarmsinflammation, han förespråkade 1897 ett så tidigt kirurgiskt ingrepp som möjligt. Han var även den förste, som med framgång operativt behandlade magsår (1899). Riedel har även givit namn åt Riedels lob, Riedels struma, Riedels operation och Riedels tumör.

## Fotnoter
1. 1 2  Who Named It?, Whonamedit?-ID: 2693, läst: 9 oktober 2017.[källa från Wikidata]
2. ↑  Gemeinsame Normdatei, läst: 10 december 2014.[källa från Wikidata]
3. ↑  Gemeinsame Normdatei, läst: 30 december 2014.[källa från Wikidata]
4. ↑  Gemeinsame Normdatei, läst: 25 juni 2015.[källa från Wikidata]
5. ↑  Se registrering av Bernhard Riedel i Rostocker Matrikelportal